# يانتيه فريزه
يانتيه فريزه (بالألمانية: Jantje Friese)‏ هي كاتبة سيناريو ومنتجة ألمانية، وُلدت في عام 1977 في ماربورج في المانيا.

## حياتها
درست فريزه الإنتاج والإعلام في جامعة ميونخ للتلفزيون والأفلام، وعملت بعد تخرجها في شركة ميد إن ميونخ للإنتاج وشركة نويه زينتيمنتال للإنتاج في برلين. في عام 2010 أنتجت فيلم الصمت الأخير (Das letzte Schweigen) الذي أخرجه زوجها باران بو أودر.
كتبت فريزه سيناريو فيلم من أنا- لا يوجد نظام آمن (Who Am I – Kein System ist sicher) بالتعاون مع زوجها باران بو أودر الذي قام بإخراجه أيضًا، وقد رُشح سيناريو الفيلم لجائزة الفيلم الألماني لعام 2015. وقد انتبهت شركة نتفليكس للزوجين من خلال هذا الفيلم حيث عرضت عليهما كتابة مسلسل من قصة الفيلم، ولكن عوضًا عن ذلك قاما الزوجان بكتابة مسلسل ظلام (Dark) الذي يُعدأول مسلسل ألماني على نتفليكس، وعُرضت الحلقة الأولى من المسلسل في الأول من شهر ديسمبر لعام 2017 وقد أعلنت شركة نتفليكس في العشرين من ديسمبر عن العمل على جزء ثانٍ للمسلسل.

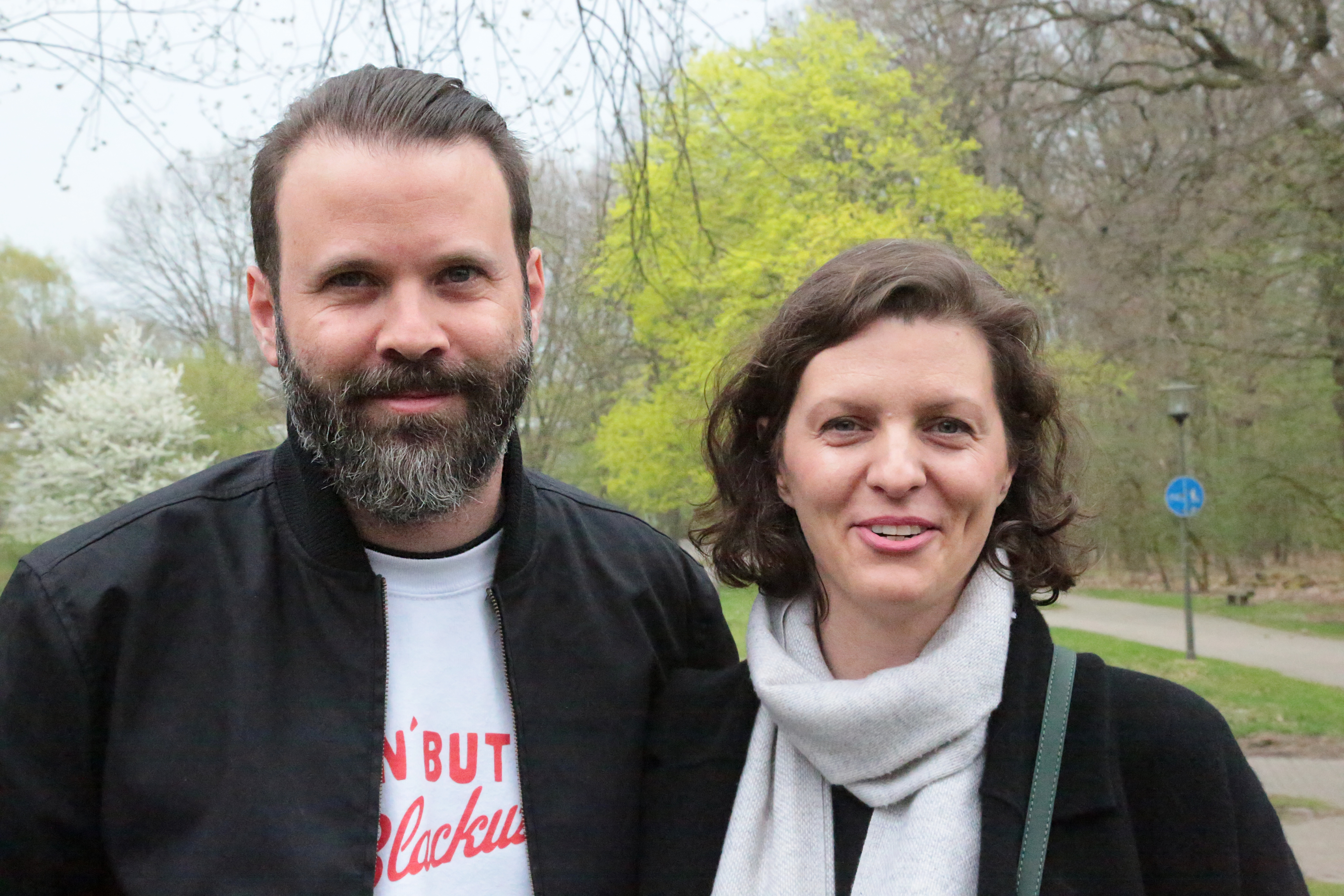
فريزه و أودر خلال مسلسل ظلام

لدى فريزه وباران بو أودر ابنة.

## الأعمال
| العمل                                                        | النوع          | تاريخ الإصدار |
| ------------------------------------------------------------ | -------------- | ------------- |
| One Night Station(محطة الليلة الواحدة)                       | فيلم           | 2001          |
| AnnaottoAnna(آنا أوتو آنا)                                   | فيلم           | 2003          |
| Perle (اللؤلؤة)                                              | فيلم           | 2004          |
| Das letzte Schweigen (الصمت الأخير)                          | فيلم سينمائي   | 2010          |
| Who Am I – Kein System ist sicher (من أنا- لا يوجد نظام آمن) | فيلم سينمائي   | 2014          |
| Dark (ظلام)                                                  | مسلسل تلفزيوني | 2017          |

## وصلات خارجية
- يانتيه فريزه على موقع IMDb (الإنجليزية)
- يانتيه فريزه على موقع مونزينجر (الألمانية)
- يانتيه فريزه على موقع قاعدة بيانات الفيلم (الإنجليزية)
- صفحة يانتيه علىقاعدة بيانات الأفلام (بالغة الإنجليزية)
- صفحة يانيته على موقع فيلم بورتال(بالغة الألمانية)